# Perizuela
La Perizuela es un monte de Cantabria (España), de una altura de 850m s. n. m., situado entre el puerto del Portillón y la Espina del Gallego, entre los valles de Anievas y Toranzo.
A media altura, presenta un frondoso bosque caducifolio, típico en el paisaje cántabro. En su parte alta se encuentran escajeras y praderas que son aprovechadas por el ganado en los meses de verano. 
- Datos: Q6072630

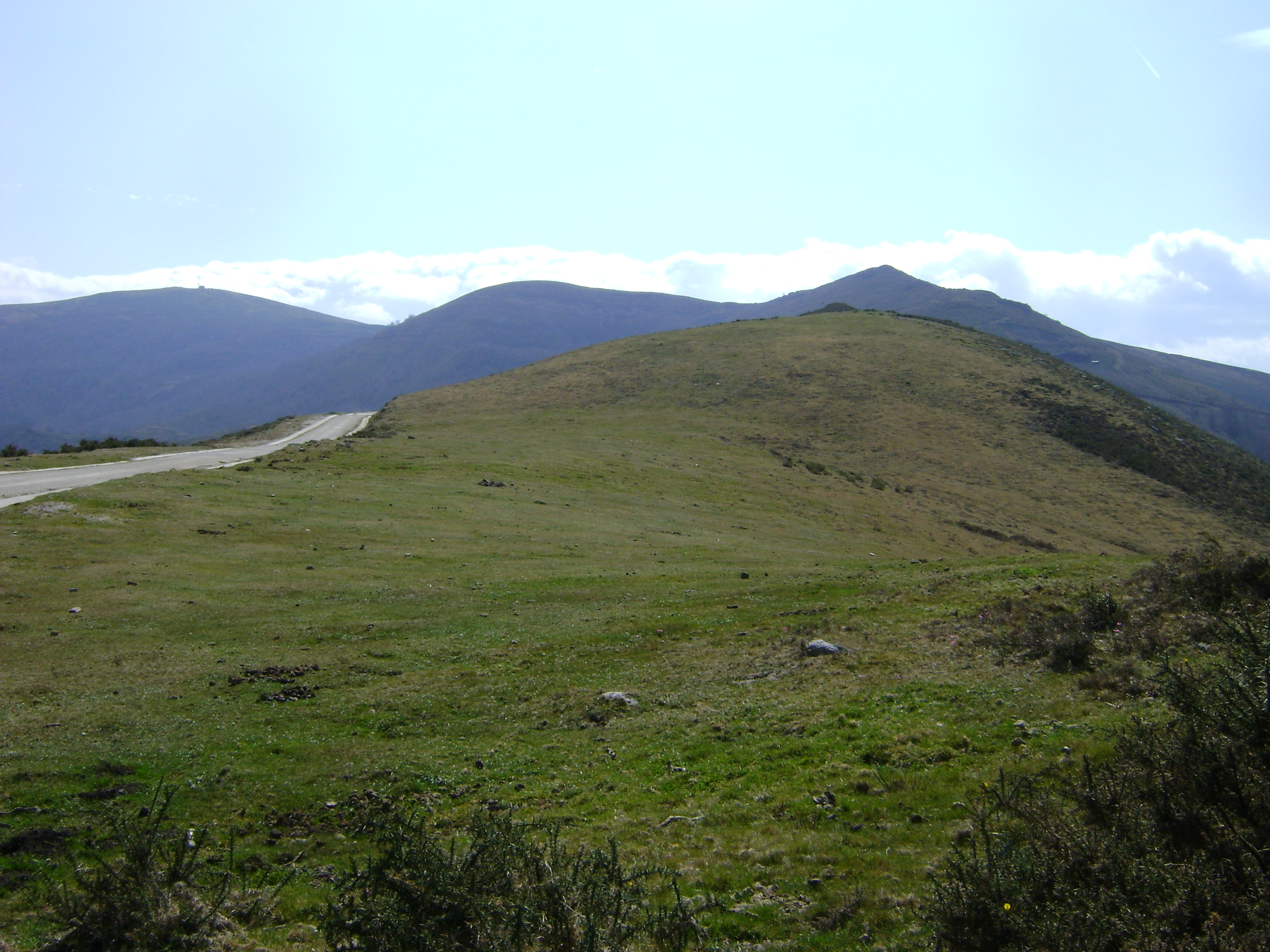
Explanada en la cumbre de la Perizuela. Al fondo la Espina del Gallego y Cildá

A fecha de octubre 2023 puede contactar con D.Jacinto Adrados, que sabe algo al respecto de Perizuela